# قسطرة ضغط داخل الرحم
قَسْطَرَة الضّغط داخل الرّحم (اختصارًا IUPC) هي قسطرة تُستخدم أثناء تَدبير عمليّة الطَلْق (الوِلادَة) وذلك من أجل قياس تَقَلُّصات الرّحم، مع الأخذ في الحُسبان الضّغط داخل الرّحم والتّقلُّصات المتكرّرة والمدّة والقوّة. يَستخدم هذه القسطرة بشكل أساسيّ الطّبيب المولّد أو القابلة لتحديد كمّيّة الأوكسايتوسين (أدوية محرِّضة للولادة) اللّازمة للاستخدام.
تقيس قسطرة الضّغط داخل الرّحم أداء الرّحم بوحدات مونتفيديو [الإنجليزية]، وتعتبر هذه القسطرة أداة محمودة بين الأطباء إذ إنّها توفّر تقريراً موضعيّاً قابلاً للقياس عن أداء الرّحم، دون تدخّل حركيّ من الأمّ. يمكن أيضاً استخدام القسطرة في المراقبة الدّاخليّة للجنين.